# رشاد مهنا
محمد رشاد مهنَّا (2 أكتوبر 1909م - 3 يناير 1996م) ضباط مصري عاصر ثورة يوليو على المَلَكِيّة بمصر، وقال عنه اللواء محمد نجيب إنه الأب الروحي لثورة يوليو 1952م.

## حياته ونشأته
ولد محمد رشاد مهنا لأب من قدامى خريجي الازهر بمنشية على باشا مهنّا، مركز كوم حمادة، مديرية البحيرة. التحق بالكُتّاب في طفولته المبكرة وتعلم به القراءة والكتابة وحفظ القرآن الكريم ثم دخل المدرسة الابتدائية بمدينة طنطا ثم التحق بالمدرسة الثانوية وحصل على البكالوريا عام 1928م وكان ترتيبه من الأوائل على القطر المصري.

## مسيرته العسكرية
التحق بكلية الطب بدايةً إلا أنه تركها والتحق بالكلية الحربية وتخرج منها عام 1932م ليلتحق بعدها بسلاح المدفعية.
سافر محمد رشاد إلى إنجلترا عام 1937م في بعثة عسكرية وعاد منها بعد سنة ليعمل مدرساً بمدرسة المدفعية، وكان أول ضابط مصري يتخصص في الدفاع الجوي. في عام 1944م حصل على ماجستير العلوم العسكرية وتم تعيينه مدرساً بكلية أركان حرب. تولى رشاد مهنا أركان حرب قوات قسم القاهرة وهو ما يسمى الآن بالمنطقة المركزية، وبحكم هذه الوظيفة أصبح على صلة قوية بالكثير من ضباط الجيش.
في الفترة ما بين عاميّ 1946م و1947م، قام بمساعدة أمين الحسيني الذي أعلن الجهاد في فلسطين، فقام مع بعض الضباط بمدِّه بالسلاح والعتاد من أجل المقاومة الفلسطينية. وفي عام 1947م تم اعتقاله مع مجموعة من الضباط بتهمة التآمر على الملك فاروق ثم أُفرج عنهم بعض فترة قصيرة.
في عصر يوم 16 أكتوبر 1951م، عُقد اجتماع الضباط في حديقة النادي وتولى رئاسته البكباشي محمد رشاد مهنا أكبر الحاضرين رتبة.
وقبيل اجتماع الجمعية العمومية في الساعة الرابعة من مساء الحادي والثلاثين من ديسمبر عام 1951م اجتمع محمد رشاد مهنا مع تنظيم الضباط الأحرار في منزل مجدي حسنين في حيّ عابدين بالقاهرة، وحضر الاجتماع كل من زكريا محيي الدين وجمال سالم وحسن إبراهيم وعبد اللطيف البغدادي، وكان محمد رشاد مهنا مستمعاً فقط.
وفي نهاية الاجتماع اقترح عليهم أن يتضافر جميع الضباط للتركيز على عملية انتخابات نادي الضباط؛ وبذلك يمكن إثبات قوة تنظيم الضباط في مواجهة الفساد الملكي، واقترح أن يتفق الجميع على إنجاح اللواء محمد نجيب ليكون رئيساً لمجلس إدارة النادي، وهو المنافس لحسين سري عامر قائد سلاح الحدود ومُرشَّح الملك لرئاسة النادي، وبذلك يُظهر الضباط تحديهم لإرادة القصر.

## ثورة يوليو
أتصل به جمال عبد الناصر عام 1949م وحضر الاجتماعات التحضيرية للثورة. وفي نهاية عام 1951م وفي انتخابات نادى الضباط كان رشاد مهنا صاحب الرأي بترشيح اللواء محمد نجيب.
بعد قيام ثورة يوليو 1952م تم تعيين رشاد مهنا وزيراً للمواصلات لمدة يومين فقط في أول حكومة بعد الثورة، ثم رشحه اللواء محمد نجيب ليكون عضواً في مجلس الوصاية على عرش الملك أحمد فؤاد، مُمثلا للثورة.
وكان من رأي رشاد مهنا في قانون تحديد المِلكيَّة الزراعية هو التعويض وعدم تفتيت الملكية بتوزيع الأراضي على الفلاحين في حدود الخمسة أفدنة. إلا أنه تنازل عن رأيه بعد مناقشة طويلة قائلاً إنه ينزل على رأي الأغلبية ويوافق على المشروع. وأيَّده اللواء محمد نجيب، بعد أن كان يعارضه في مجلس قيادة الثورة قائلاً: «أنا الآخر أوافق على المشروع نزولاً على رأي الأغلبية». وفي منتصف شهر أكتوبر تم إبعاده عن منصبه الكبير وبعد بضعة أسابيع تم القبض عليه.
وكان تفسير اتهامه هو الرغبة في إبعاده عن الاتصال بالضباط، وخصوصاً الضباط زملائه في سلاحه عندما كان في الجيش، خوفاً من تأثيره عليهم وعلى غيرهم من ضباط الأسلحة الأخرى.
تم اعتقاله مرة أخرى بتهمة الانقلاب المضاد للثورة وقُدِّم إلى المحاكمة وحُكم عليه بالسجن المؤبد، ليفرج عنه عام 1956م ولكن حُددت إقامته بمنزله. ثم أعيد اعتقاله مرة أخرى عام 1965م وأفرج عنه عام 1967م.
اعتزل الحياة السياسية تماماً بعد ذلك وتوفى صباح 3 يناير 1996م. علَّقّ على وفاته الصحفي مصطفى أمين في مقاله «فكرة» بتاريخ 1/101996م وختم مقاله بهذه العبارة: "اتُّهم رشاد مهنا بأنه يدبر انقلاب وكانت التهمة ملفقة، فقد انقلب شهود الاثبات إلى شهود نفى، وكانت جريمة رشاد مهنا الوحيدة أنه كان شخصية محبوبة أكثر من اللازم".
وفي يوم 30 من مارس أذاعت محكمة الثورة المكونة من كل أعضاء مجلس القيادة برئاسة البكباشي جمال عبد الناصر، حُكمها في القضية المتهم فيها القائمقام محمد رشاد مهنا الذي تم القبض عليه بعد عزله من منصب الوصيّ على عرش مصر، واتُّهم فيها ضباط أخرون، وكانت الأحكام هي:
1. القائمقام / محمد رشاد مهنا - السجن المؤبد.
2. اليوزباشي / محسن عبد الخالق - 15 سنة
3. البكباشي / إبراهيم عاطف - 10 سنوات
4. البكباشي / مصطفى راغب - 10 سنوات
5. اليوزباشى محمد سعد الدين عبد الحفيظ - 7 سنوات
6. اليوزباشى / محمد عبد الله - 5 سنوات
7. الملازم أول محى الدين الخولى - 5 سنوات
8. الصاغ السيد إبراهيم - 3 سنوات
9. اليوزباشى / أحمد وصفى - 3 سنوات
10. الصاغ محمد عبد العزيز هندي - سنة واحدة
11. طبيب / عبد العزيز الشال - 10 سنوات
12. صبرى عبد الحكيم / محامى - سنتان
13. محمد رشيد / المحامى - سنتان
14. اليوزباشى / حمزة أدهم - الاستغناء عن خدماته.
15. اليوزباشى / فتح الله رفعت - لم تُجر محاكمته لمرضه.

وفي هذه المرة تم اعلان أسماء مجلس قيادة الحركة ولأول مرة رسمياً. وكان البكباشى جمال عبد الناصر رئيساً لمحكمة الثورة، وجمال سالم - عبد اللطيف البغدادي - زكريا محيي الدين - صلاح سالم - حسين الشافعي - عبد الحكيم عامر - كمال الدين حسين - حسين إبراهيم - حلمى عبد العاطى - خالد محى الدين ويُلاحظ غياب اسم البكباشى يوسف صديق الذي كان قد تم إبعاده وكذلك اسم قائد أسراب عبد المنعم إبراهيم.
وقد أعلن البيان الرسمي أن الأحكام نصت على معاملة جميع المُدانين معاملة المسجونين من الفئة (1) ومعنى ذلك السماح لهم بتناول طعام خاص يرِد إليهم من منازلهم وارتداء ملابسهم الخاصة وتخفيف القيود الحديدية التي توضع في أطرافهم.
وكان معروفاً عن رشاد مهنا أنه متدين ومع ذلك جاء في شهادات الشهود ضده افتراءً عليه أنه كان يقول: إن الضباط ينوون في الدستور الجديد إلغاء أن الدين الرسمي للدولة هو الإسلام، وهو ما لم يحدث. أي أن رشاد مهنا إذا نجح في إحداث انقلاب فإنه سيلغى من الدستور النص بأن دين الدولة هو الإسلام، وهو ما لم يثبت.